# Cléofe Elsa Calderón

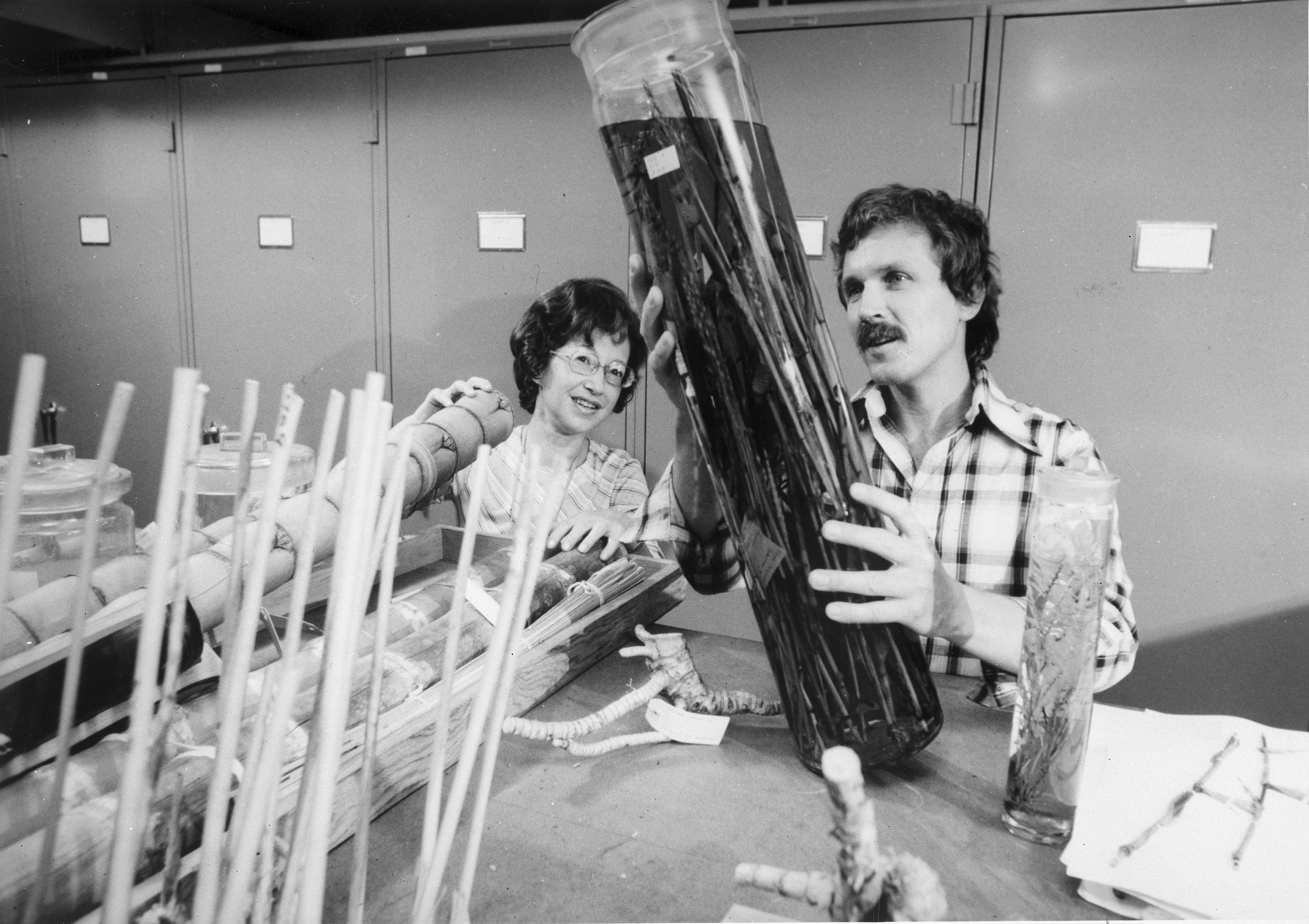
Cleofe Calderon e Thomas R. Soderstrom examinando amostras de bambu, Museu Nacional de História Natural

Cléofe Elsa Calderón  (1929 -2007) foi uma botânica argentina.
Desenvolveu grande parte de sua produção científica nos Estados Unidos da América, no "Departamento de Botânica, do Smithsonian Institution, Washington.

## Algumas publicações
- Calderón, CE. 1980. The genera of Bambusoideae (Poaceae) of the American Continent : keys & comments. Washington: Smithsonian Institution Press 44. 27 pp.
- Soderstrom, TR; CE Calderón. 1978. Arberella (Poaceae: Bambusoideae): A new genus from tropical America. Brittonia 31: 4: 433-445
- Soderstrom, TR; CE Calderón. 1978. The Species of Chusquea (Poaceae: Bambusoideae) with Verticillate Buds. Brittonia 30: 2: 154-164
- Soderstrom, TR, CE Calderón. 1971. Insect Pollination in Tropical Rain Forest Grasses. Biotropica, 3 (1):1-16
- Calderón, CE, TR Soderstrom. 1967. Las Gramineas tropicales afines a “Olyra” L. Actas Simposio sobre Biota Amazonica (Consejo de Pesquisas, Rio de Janeiro), 4 (Botánica) :67-76

### Livros
- Calderón, CE; TR Soderstrom. 1973. Morphological & Anatomical Considerations of the Grass Subfamily Bambusoideae Based on the New Genus Maclurolyra. 55 pp. 24 fig. Smithsonian Contributions to Botany 11: 26 marzo 1973